# 阿寒湖郵便局
阿寒湖郵便局（あかんこゆうびんきょく）は北海道釧路市阿寒町阿寒湖温泉にある郵便局である。民営化前の分類では集配特定郵便局であった。

## 歴史
- 1935年（昭和10年）8月 - 郵便取扱所を開設[2]。
  - 9月 - 無集配特定局となる[2]。
  - 9月25日 - 電信、電話通話事務を開始する[3]。
- 1936年（昭和11年）9月22日 - 電話交換業務を開始する[4]。
- 1937年（昭和12年）12月1日 - 集配特定局となる[2][5]。
- 1967年（昭和42年） - 電話自動化に伴い電話交換業務を廃止する[2]。
- 1982年（昭和57年）10月 - 局舎を新築する[2]。

## 風景印
1935年（昭和10年）の時点では阿寒湖と雌阿寒岳、阿寒湖温泉を描いた風景印が使われており、これは舌辛郵便局の図案と同一であった。後に阿寒湖と雌阿寒岳、マリモを描いた風景印となっている。

## 不祥事
1949年（昭和24年）頃から1961年（昭和36年）にかけて当時の阿寒湖郵便局長が局長の立場を利用し、運送料の一部を着服していた。発覚後局長は郵政局からの停職処分となったのち、1961年（昭和36年）9月13日付で退職している。不正の総額は98万2000円に及んだ。